# قره‌سو قوملاق
قره‌سو قوملاق (به لاتین: Qarasuqumlaq) یک منطقه مسکونی در جمهوری آذربایجان است که در شهرستان آق‌داش واقع شده است. قره‌سو قوملاق ۶۵۲ نفر جمعیت دارد.